# Август (група)
Вижте пояснителната страница за други значения на Август.
Август е руска рок група от Санкт Петербург. Една от първите хевиметъл групи на СССР. Основана е през 1982 г. от Олег Гусев.

## История
Първият състав на Август е следният: Олег Гусев (клавишни), Раф Кашапов (вокал), Генадий Ширшаков (китара), Александър Титов (бас) и Евгений Губерман (барабани). Скоро Кашапов отива в армията и на негово място е поканен Андрей Степанов. В групата пристигат и Юрий Антонов (барабани) и Лев Лимберски (бас). В този състав записват концерт в Дома на културата „Киров“, както и два демо албума с няколко песни. През 1985 вокалист на Август става Павел Колесник, а зад барабаните сяда Андрей Круглов. Следва пика на популярността на Август. Звукозаписната компания „Мелодия” издава техния дебютен албум „Демон“ през 1987 г., а едноименната песен е изпълнена от Владимир Трушин, който е повикан като втори вокал. През 1988 г. Август участват на международния фестивал „Метълмания" в Катовице, където печелят приз за най-мелодична група.
През 1989 г. излиза втория албум на групата, озаглавен „Ответный удар“. Заснети са клипове на песните „Август“, „Гонка“, „Ночь“, „Шестое чувство“, „Рок-н-ролл“. Режисьорът Василий Аксьонов снима групата в игралния филм „Музикални игри“. Същата година Владимир Трушин и Владимир Кисельов (Земляне) основават група „Санкт Петербург“. На негово място втори вокал става Константин „Коха“ Шустарьов. Скоро Коха и всички музиканти основават собствена група – „Маршал“. В Август остават само Олег Гусев и Павел Колесник. Към тях се присъединяват Аркадий Аладин (ударни), Юрий Медвенчиков (бас), Юрий Стиханов (китара). През януари 1991 г. Колесник напуска. Групата гастролира още известно време с вокал Александър Грата, но скоро се разпада.
През 2002 г. Павел Колесник и Генадий Ширшаков възстановяват групата. В обновен състав Август записват албума „Это сейчас“!, с който се завръщат на голямата сцена. През 2004 г. участват на фестивалите „Окна открой“ и „Пушкин-Драйв“, гастролират по много градове в Русия. През февруари 2005 г. Август издават „Абсолют на все“. На по-следващата година организират юбилеен концерт по случай 25-годишнината си. Август продължават да участват като хедлайнери на много фестивали. През 2010 г. излиза последния им албум – „За чертой“. През 2011 г. са преиздадени албумите „Демон“ и „Ответный удар“.

## Дискография

### Албуми
- 1987 – Демон
- 1989 – Ответный удар
- 2003 – Это сейчас!
- 2005 – Абсолют на всё...
- 2010 – За чертой
- 2011 – Демон и ответный удар: Переиздание

### Демо
- Маятник – 1983
- Далёкая звезда – 1984
- Август – 1986

### Концертни
- Концерт в ДК им. Кирова – 1983

### Компилации
- Чистый звук – 2004
- 30 лет спустя (Greatest Hits) – 2012